# Roger Vitrac
Pour les articles homonymes, voir Vitrac.
Roger Vitrac, né le 17 novembre 1899 à Pinsac (Lot) et mort le 22 janvier 1952 à Paris, est un dramaturge et poète français. Surréaliste de la première heure, il est exclu du mouvement en 1928. 
Il est associé au théâtre dada et au théâtre surréaliste. Avec Antonin Artaud et Robert Aron, il fonde le Théâtre Alfred Jarry, qui sera un important vecteur de renouveau théâtral.

## Biographie
Roger Vitrac naît dans une famille de propriétaires terriens. Son père achète une charge d'huissier à Souillac et la famille s'établit en centre-ville dans une maison au 57, route Nationale, lorsque l'enfant est tout jeune. Mais le père, joueur et coureur de jupons, dilapide sa fortune et la dot de sa femme, qui réussit cependant à sauver la maison de Pinsac, où Roger viendra souvent en vacances tout au long de sa vie. Cette conduite entraîne des scènes de ménage affreuses, qui font beaucoup souffrir l'enfant. Son père doit chercher un emploi et, avec l'appui de Louis-Jean Malvy, député du Lot, il obtient un poste dans un ministère à Paris, où la famille vient s'installer en 1910 au 17, rue de Palestro, dans le 2e arrondissement.
Il fait ses études secondaires au lycée Chaptal de 1912 à 1918 et commence à se passionner pour la poésie et le théâtre à travers la lecture de Lautréamont et d’Alfred Jarry, tout en subissant l’influence du symbolisme.
Il épouse le 7 octobre 1920 sa cousine germaine Gérardine Vitrac, fille du frère jumeau de son père, mais le couple se sépare au bout de quelques mois.
Durant son service militaire, il prend part, en avril 1921, à la manifestation dadaïste de Saint-Julien-le-Pauvre. Il rencontre Marcel Arland, René Crevel, André Dhôtel et Georges Limbour, avec qui il anime la revue Aventure (1921-1922) qui publie sa première pièce Le Peintre. Il participe aux dernières manifestations dadaïstes et se lie d’amitié avec André Breton en 1922. Rallié au mouvement surréaliste, il collabore aux premiers numéros de La Révolution surréaliste. 
Aux côtés d'Antonin Artaud, il fonde pour « satisfaire aux exigences les plus extrêmes de l'imagination et de l'esprit »[réf. nécessaire] le théâtre Alfred-Jarry (1926-1930) qui fait son ouverture au théâtre de Grenelle avec une représentation de Ventre brûlé ou la Mère folle d'Antonin Artaud  ainsi que Les Mystères de l'amour de Vitrac. Ses rapports avec les surréalistes se distendent, il est exclu du groupe, en même temps qu’Antonin Artaud, à la fin des années 1920.
À partir de 1931, il devient journaliste pour pouvoir continuer à mener sa carrière de dramaturge. Il écrit des scénarios et des dialogues de films.
Dans le Coup de Trafalgar (1934), il stigmatise la science, le mariage, l'armée, la religion, le travail, la famille, la patrie. Les Demoiselles du large (1938) est un drame centré sur l’analyse psychologique. Il revient à la bouffonnerie avec le Loup-Garou (1939) ou Le Sabre de mon père (1951) ; mais les représentations se succèdent sans rencontrer de véritable succès.
Dès la fin de la guerre, Vitrac a des problèmes de santé : abîmé depuis longtemps par ses excès d'alcool, il souffre d'hypertension et de graves troubles de la vision. En octobre 1950, il est atteint d'hémiplégie. Il se sait condamné, et sa dernière pièce, Le condamné, a pour personnage principal Vincent, qui est victime d'hypertension mais ne veut pas renoncer à l'amour et à la vie. Le 22 janvier 1952, il meurt à la clinique d'Alleray, rue Brancion, où son ami Jean Anouilh l'a accompagné. Il repose au cimetière de Pinsac, son village natal du Lot.
En 1962, dans une mise en scène de Jean Anouilh au théâtre de l'Ambigu, Victor ou les Enfants au pouvoir trouve enfin une certaine reconnaissance du public.

## Œuvres
Théâtre :
- Le Peintre (1922)
- Mademoiselle Piège (1922)
- Entrée libre (1922)
- Poison (1923)
- Les Mystères de l'amour[5] (1924)
- Victor ou les Enfants au pouvoir (1928)
- Le Coup de Trafalgar (1929, création en 1934)
- Les Demoiselles du large (1933)
- Le Loup-garou (1935)
- Le Camelot (1936)
- La Bagarre (1938)
- Médor (1939)
- Le Sabre de mon père (1950)
- Le Condamné[6] (1951)

Essais et divers :
- Giorgio De Chirico
- Jacques Lipchitz
- Connaissance de la mort (1926)
- Humoristiques

Œuvres complètes publiées chez Gallimard (NRF) :
- Théâtre I : Victor ou les Enfants au pouvoir, Le Coup de Trafalgar, Le Camelot
- Théâtre II : Les Mystères de l'amour, Les Demoiselles du large, Le Loup-garou
- Théâtre III : Le Peintre, Mademoiselle Piège, Entrée libre, Poison, L'Éphémère, La Bagarre, Médor
- Théâtre IV : La Croisière oubliée, Le Sabre de mon père, Le Condamné
- Dés-lyre, poésies complètes présentées et annotées par Henri Béhar, Paris, Gallimard, 1964, 224 p.

## Filmographie
- 1936 : Les Pattes de mouches de Jean Grémillon (scénario)
- 1937 : L'Homme de nulle part de Pierre Chenal et Christian Stengel (dialogues)
- 1938 : Alerte en Méditerranée de Léo Joannon (dialogues)
- 1938 : La Vierge folle de Henri Diamant-Berger (scénario)
- 1939 : Le Paradis des voleurs de Lucien-Charles Marsoudet (scénario)
- 1940 : L'Or du Cristobal de Jean Stelli (adaptation et dialogues)
- 1941 : Sixième étage de Maurice Cloche (scénario et dialogues)
- 1942 : Feu sacré de Maurice Cloche (dialogues)
- 1942 : Macao, l'enfer du jeu de Jean Delannoy (adaptation et dialogues)
- 1942 : L'assassin a peur la nuit de Jean Delannoy (scénario et dialogues)
- 1944 : Le mort ne reçoit plus de Jean Tarride (dialogues)
- 1947 : Bethsabée de Léonide Moguy (dialogues)
- 1948 : Si ça peut vous faire plaisir de Jacques Daniel-Norman (adaptation)

## Distinctions et hommages
- Chevalier de la Légion d'honneur par décret du 4 mars 1950, sur le rapport du ministre de l'Éducation nationale en qualité d'« auteur dramatique ». Il est reçu le 15 mai 1950 par François Baron, gouverneur des colonies[7].
- Un square de la ville de Souillac, dans le quartier de la gare, porte son nom.